# Jud Süß
Jud Süß is een film uit 1940, geproduceerd voor het nazi-regime door Terra Filmkunst. De film was een groot succes in nazi-Duitsland en werd bekeken door meer dan twintig miljoen mensen. Hij werd geschreven door Veit Harlan, Wolfgang Eberhard Möller en Ludwig Metzger en is gebaseerd op een roman uit 1827 van Wilhelm Hauff en een historische roman uit 1925 van Lion Feuchtwanger. Onderwerp van de film is het verhaal van Joseph Süß Oppenheimer, een in 1698 geboren Joodse bankier in Stuttgart die financieel raadgever was van hertog Karel Alexander van Württemberg.
Het in de film vertelde verhaal komt niet overeen met de historische bronnen en de Joden in de film worden geportretteerd volgens de karakteristieke nazi-stereotypen: ze hebben een lange haakneus, zijn materialistisch, immoreel, onbetrouwbaar en lelijk.

## Rolverdeling
| Acteur             | Personage                            |
| ------------------ | ------------------------------------ |
| Ferdinand Marian   | Joseph Süß Oppenheimer               |
| Werner Krauss      | Levy, Secretaris van Süß             |
| Werner Krauss      | Rabbijn Löw                          |
| Werner Krauss      | Isaak                                |
| Heinrich George    | Karel Alexander van Württemberg      |
| Hilde von Stolz    | Maria Augusta von Thurn und Taxis    |
| Kristina Söderbaum | Dorothea Sturm                       |
| Eugen Klöpfer      | raadslid Sturm, Dorothea's father    |
| Theodor Loos       | Franz Joseph Freiherr von Remchingen |
| Malte Jaeger       | Karl Faber                           |
| Albert Florath     | Kolonel Röder                        |
| Emil Heß           | Hans Bogner, smid                    |
| Walter Werner      | Dhr.Fiebelkorn                       |
| Heinrich Schroth   | Dhr. Von Neuffer                     |
| Else Elster        | Luziana                              |
| Louis Brody        | De zwarte page van de hertog         |
| Paul Mederow       | Rechter Ratner                       |